# Rudolf Pospieszczyk
Rudolf Pospieszczyk (* 1930 in Dresden; † 2003 in Regensburg) war ein deutscher Maler und Galerist.

## Leben
Pospieszczyk kam 1947 nach Regensburg, absolvierte von 1947 bis 1950 die Ausbildung zum Keramiker und wurde 1951 Mitglied der Künstlergruppe „Regenbogen“, war im Zeitraum von 1969 bis 1970 Mitglied beim „Team 69“ und beim „Team 70“. 1977 gründete er die „Studio-Galerie“ und wurde 1980 Mitglied der Esslinger Künstlergilde.
Ab 1996 nahm er immer wieder an der Großen Ostbayerischen Kunstausstellung (GOK) teil. Einzelausstellungen hatte er unter anderem im Regensburger Leeren Beutel (1990), in der Max-Reger-Halle in Weiden i.d.OPf. (1994) und beim Kunstverein Passau in der St. Anna-Kapelle (1997). 2011 fand in Regensburg ihm zu Ehren eine Gedächtnisausstellung statt.
Zusammen mit Rudi Weichmann und Klaus Caspers entwarf er den Glasturm im Eingangsbereich des Regensburger Klärwerks.
In den Räumlichkeiten seiner Galerie befindet sich heute ArtAffair.

## Auszeichnungen
- 1991: Kulturpreis der Stadt Regensburg